# Cinctorium
Der Cinctorium, auch Balteus, war im Altertum der Leibgurt der höheren römischen Offiziere, an dem das Schwert, gladius auf der rechten Seite getragen wurde.
Im Unterschied dazu trugen die Soldaten bis zum Centurio das Schwert an dem über die Schulter gelegten Wehrgehenk (Balteus).

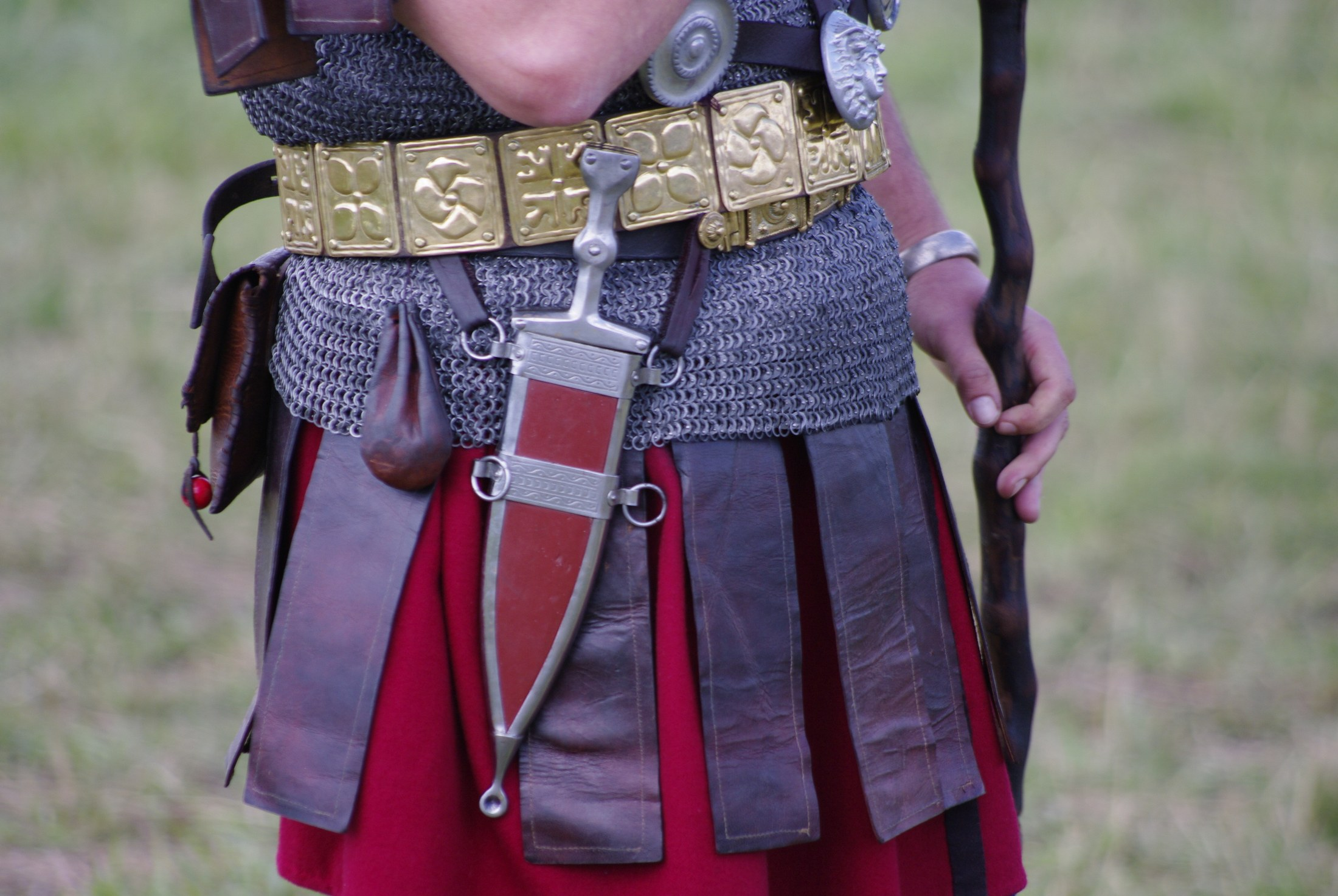
Detail der Ausrüstung eines römischen Centurio: der Dolch pugio ist an einem Cinctorium befestigt.